# Izquierda Alternativa
Izquierda Alternativa fue una formación política española de ideología comunista formada por la unión entre la Liga Comunista Revolucionaria (LCR) y el Movimiento Comunista (MC).

## Historia
La unidad del Movimiento Comunista (MC) con la Liga Comunista Revolucionaria (LCR) tiene como precedente los debates realizados entre 1981 y 1982, motivados entre otras razones por la unidad de acción entre ambas organizaciones, la idea del «partido de los revolucionarios» defendida por LCR y la progresiva desaparición del resto de fuerzas a la izquierda del Partido Comunista de España (PCE).
De forma paralela, las secciones territoriales de ambas formaciones en Valencia ya habían participado juntas en la coalición Esquerra Unida del País Valencià con otras formaciones nacionalistas, organización que posteriormente se convirtió en el partido político Unitat del Poble Valencià. Igualmente, en las elecciones al Parlamento de Cataluña de 1980 ambas colaboraron dentro de Unitat pel Socialisme y en 1982 se presentaron también en Cataluña a las elecciones generales de 1982 con el nombre de Front Comunista de Catalunya. En el País Vasco y Navarra, LKI, LAIA y Nueva Izquierda formaron en 1983 la coalición Auzolan, que también recibió el apoyo de EMK.
Tras la integración de España en la Unión Europea en 1986 las discusiones se retomaron y se llegó a la conclusión de que no existían elementos suficientes para la unidad de ambos partidos. Las discrepancias se planteaban respecto a la existencia de corrientes organizadas en el nuevo partido y su vinculación a la internacional trotskista.
Sin embargo, la fusión de sus respectivas organizaciones territoriales, Euskadiko Mugimendu Komunista (EMK) y Liga Komunista Iraultzailea (LKI), en Batzarre en Navarra y en Zutik en el País Vasco, obligó a replantearse de nuevo las condiciones para la unidad. Finalmente, en marzo de 1991 MC y LCR acordaron retomar la unificación, que se formalizó en noviembre de ese año.
La nueva organización pasó a llamarse Izquierda Alternativa (IA), formándose una dirección paritaria de cincuenta miembros procedentes de sendos partidos. La organización resultante de la unificación fue una confederación a nivel estatal, mientras que cada una de las nuevas organizaciones territoriales tuvieron otro nombre: Liberación en Madrid; Revolta en Cataluña, Baleares y Comunidad Valenciana; Acción Alternativa en Andalucía; Zutik en el País Vasco; Batzarre en Navarra, Lliberación en Asturias; Inzar en Galicia, etc.
Esta nueva organización editó dos publicaciones: Página Abierta y Viento Sur; mientras que la antigua editorial Revolución pasó a llamarse Talasa.

### Disolución
Izquierda Alternativa tuvo una vida muy breve ya que, en el fondo, existían diferentes estilos de actuación y diferentes objetivos políticos. El sector MC pretendía evolucionar a un modo de organización diferente a los partidos políticos abriéndose a la sociedad, mientras que el sector LCR apostaba por ser vanguardia social con proyecto de partido clásico. Asimismo pronto cundió entre los antiguos militantes de la LCR la sensación de haber sido absorbidos por el más numeroso MC.
Tras dos años de unidad las dificultades para seguir juntos se acentuaron, lo que provocó múltiples abandonos y la disolución de organizaciones enteras. En Cataluña Revolta se disolvió en octubre de 1993 y una parte de los militantes derivaron en el Col·lectiu per una Esquerra Alternativa, integrado posteriormente en EUiA.
Finalmente Izquierda Alternativa se dividió en dos a nivel estatal: el grupo LCR se quedó con este nombre para integrarse, con Jaime Pastor a la cabeza, en Izquierda Unida en noviembre de 1993 (aunque en el proceso de luchas internas perdió hasta un tercio de su militancia), y el grupo MC se mantuvo con las siglas de cada una de sus organizaciones. La fusión, no obstante, pervivió unos años más en Asturias como Lliberación (disuelto en 2010), en Galicia con el nombre de Inzar (integrado en el BNG y disuelto en 2012), en el País Vasco como Zutik (disuelto en 2011), y en Navarra como Batzarre.
En la actualidad se considera sucesor de Izquierda Alternativa mayoritariamente a Anticapitalistas (organización política).